# Altkordillerenkultur
Als Altkordillerenkultur bezeichnet man eine der ältesten steinzeitlichen indianischen Kulturen im nordwestpazifischen Gebiet der USA.
Die Altkordillerenkultur existierte von etwa 9000 v. Chr. bis 5000 v. Chr. Sie entstand vermutlich in den Küstengebieten der heutigen US-Bundesstaaten Alaska, Washington, Oregon und der kanadischen Provinz British Columbia und verbreitete sich von dort in das Landesinnere, vor allem entlang des Columbia River. Eines ihrer charakteristischen Merkmale, durch das sie sich von anderen zeitgleichen Kulturen wie den Clovis unterschied, waren die wie Weidenblätter geformten Projektilspitzen aus Stein.
Die Menschen der Altkordillerenkultur waren Jäger und Sammler, die Tiere bis zur Größe von Hirschen jagten (small game hunters). In dieser Hinsicht unterschieden sie sich auch von den benachbarten Bison jagenden Völkern (big game hunters) im Osten von ihnen. Aus den archäologischen Funden, unter anderem Angelhaken, lässt sich schließen, dass sie Fischfang betrieben. Insbesondere der Lachsfang spielte entlang der Flussläufe eine zentrale Rolle in ihrer Ernährung.